# Parafia Ewangelicko-Augsburska w Świdnicy
Parafia Ewangelicko-Augsburska w Świdnicy – ewangelicko-augsburska parafia w Świdnicy, należąca do diecezji wrocławskiej. Mieści się przy Placu Pokoju. W 2019 parafia liczyła około 150 wiernych.

## Historia
Parafia została założona w 1652 wraz z uzyskaniem pozwolenia na budowę Kościoła Pokoju. Zanim postawiono świątynię, wzniesiony został tymczasowy kościół nazwany Boża Chatka, wokół której wybudowany został właściwy kościół. Boża Chatka była miejscem nabożeństw dla zboru przez pięć lat, do 23 czerwca 1657, kiedy budynek został rozebrany. Następnego dnia miało miejsce pierwsze nabożeństwo w Kościele Pokoju.
Do czasu zakończenia II wojny światowej i związanych z tym wysiedleniami ludności niemieckiej, do parafii należało kilka tysięcy członków. Większość przybyłych na ich miejsce osadników stanowili katolicy, co poskutkowało znacznym pomniejszeniem się liczby członków zboru. 
30 listopada 1986 w kościele w Świdnicy miała miejsce ordynacja na duchownego ks. Waldemara Pytla, który odbywał w parafii praktykę kandydacką. Z momentem ordynacji objął on stanowisko miejscowego wikariusza. W 1991 został mianowany na proboszcza-administratora parafii, natomiast w 1992 został wybrany jej proboszczem. 7 marca 2015 zaczął jednocześnie sprawować stanowisko biskupa diecezji wrocławskiej i został wówczas wprowadzony w ten urząd w świdnickim kościele przez Biskupa Kościoła Ewangelicko-Augsburskiego w RP ks. Jerzego Samca. Ksiądz Waldemar Pytel pracował na stanowisku proboszcza parafii w Świdnicy oraz biskupa diecezji do czasu przejścia na emeryturę wraz z końcem czerwca 2025.
16 marca 2025 miały podczas parafialnego zgromadzenia wyborczego nowym proboszczem parafii został wybrany ks. Paweł Meler, pełniący dotychczas funkcję wikariusza diecezji wrocławskiej, a jednocześnie diecezjalnego duszpasterza młodzieży. Został on wprowadzony w urząd 29 czerwca 2025.

## Działalność
Nabożeństwa w Kościele Pokoju w Świdnicy odbywają się w każdą niedzielę i święta. Parafia posiada również kaplice filialne w Bielawie i Dzierżoniowie, gdzie nabożeństwa prowadzone są dwa razy w miesiącu oraz w święta. W okresie adwentu oraz pasyjnym zarówno w Świdnicy, jak i filiałach, mają miejsce nabożeństwa tygodniowe.
Prowadzone są szkółki niedzielne, nauczanie religii oraz spotkania młodzieżowe. W ramach działalności diakonijnej działa wypożyczalnia sprzętu rehabilitacyjnego, prowadzona jest służba odwiedzinowa i akcje charytatywne.
Parafia angażuje się w wydarzenia kulturalne, jest współorganizatorem Międzynarodowego Festiwalu Bachowskiego. Organizuje również wystawy oraz warsztaty malarskie, rzeźbiarskie i teatralne.